# Chi Chẹo đất
Chi Chẹo đất (danh pháp khoa học Geococcyx) là một chi chim trong họ Cuculidae.

## Hình ảnh

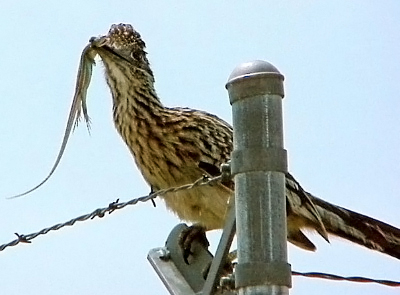
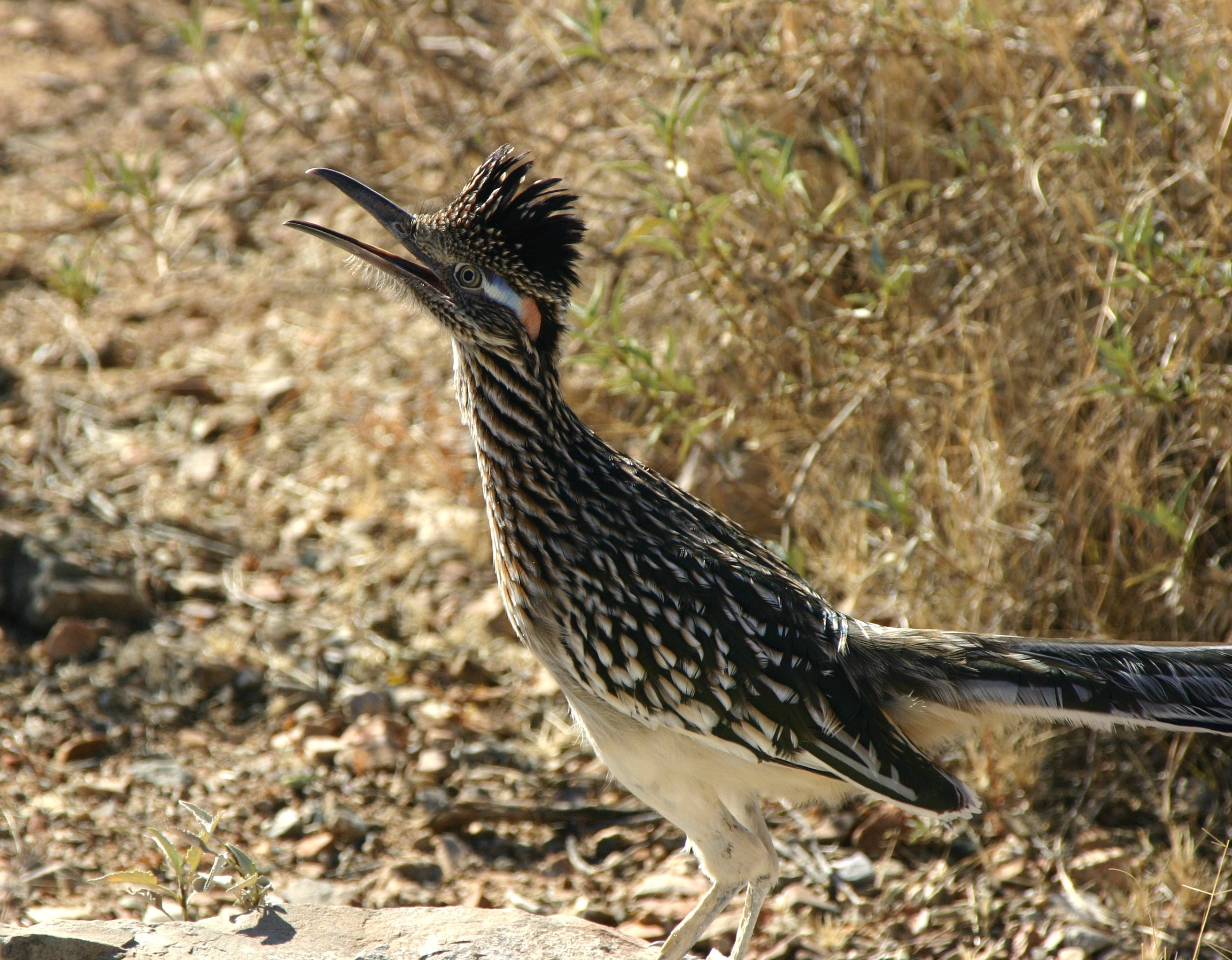
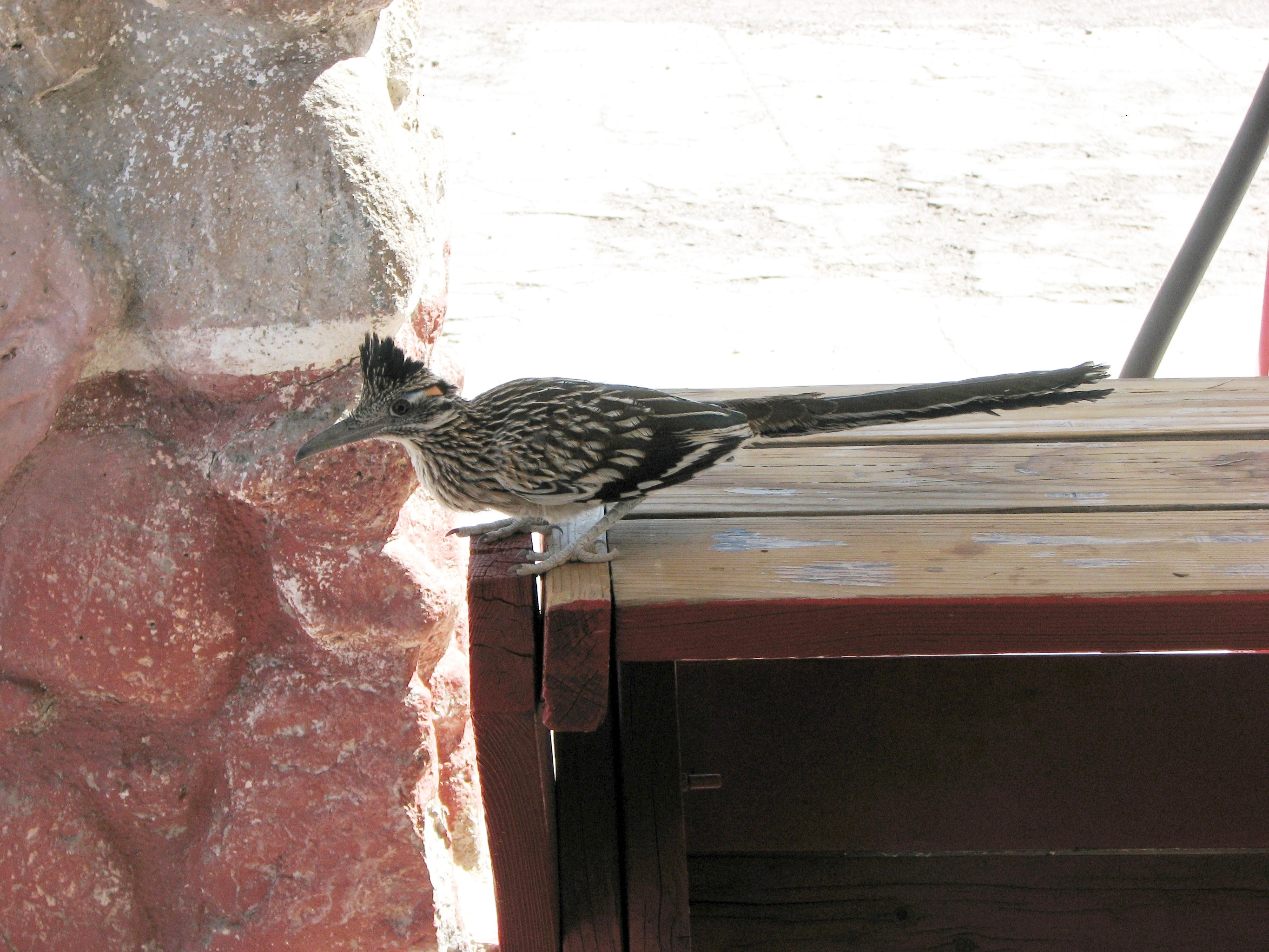

## Các loài
- Geococcyx californianus
- Geococcyx velox